# Comissari Europeu de Relacions Institucionals i Estratègia de Comunicació
El Comissari Europeu de Relacions Institucionals i Estratègia de Comunicació fou un membre de la Comissió Europea responsable de les relacions entre la Comissió i la resta de les institucions de la Unió Europea (UE) així com la representació dels ciutadans de la Unió fins al 2010, any en què es fusionà amb altres carteres i es passà a denominar Comissari Europeu de Relacions Interinstitucionals i Administració.

## Orígens
L'any 1973 en la formació de la Comissió Ortoli es creà la cartera anomenada Comissari Europeu de Relacions amb el Parlament, encarregada de relacionar la Comissió Europea amb el Parlament Europeu, ampliant posteriorment aquestes relacions amb la resta d'institucions de la Unió Europea. En la formació de la Comissió Barroso el novembre de 2004 adoptà el nom actual.

## Comissari Europeu de Relacions Institucionals i Estratègia i Comunicació
| Comissió                                                                           | Inici                  | Finalització             | Nom           | País     | Partit |
| Rey                                                                                |                        |                          |               |          |        |
| ---------------------------------------------------------------------------------- | ---------------------- | ------------------------ | ------------- | -------- | ------ |
| Rey                                                                                | 2 de juliol de 1967    | 30 de juny de 1970       | Fritz Hellwig | Alemanya | CDU    |
| Rey                                                                                | 2 de juliol de 1967    | 30 de juny de 1970       | Albert Coppé  | Bèlgica  | CD&V   |
| Malfatti                                                                           |                        |                          |               |          |        |
| 1 de juliol de 1970                                                                | 21 de març de 1972     | vacant                   |               |          |        |
| Mansholt                                                                           |                        |                          |               |          |        |
| 22 de març de 1972                                                                 | 5 de gener de 1973     | vacant                   |               |          |        |
| Comissari Europeu de Relacions amb el Parlament                                    |                        |                          |               |          |        |
| Ortoli                                                                             |                        |                          |               |          |        |
| 6 de gener de 1973                                                                 | 5 de gener de 1977     | Carlo Scarascia-Mugnozza | Itàlia        | ind.     |        |
| Jenkins                                                                            |                        |                          |               |          |        |
| 6 de gener de 1977                                                                 | 5 de gener de 1981     | Richard Burke            | Irlanda       | FG       |        |
| Thorn                                                                              |                        |                          |               |          |        |
| 6 de gener de 1981                                                                 | 5 de gener de 1985     | Frans Andriessen         | Països Baixos | CDA      |        |
| Delors I                                                                           |                        |                          |               |          |        |
| 6 de gener de 1985                                                                 | 5 de gener de 1989     | Grigórios Varfis         | Grècia        | ind.     |        |
| Delors II                                                                          |                        |                          |               |          |        |
| 6 de gener de 1989                                                                 | 5 de gener de 1993     | vacant                   |               |          |        |
| Delors III                                                                         |                        |                          |               |          |        |
| 6 de gener de 1993                                                                 | 22 de gener de 1995    | João de Deus Pinheiro    | Portugal      | PSD      |        |
| Santer                                                                             |                        |                          |               |          |        |
| 23 de gener de 1995                                                                | 15 de març de 1999     | Marcelino Oreja          | Espanya       | PP       |        |
| Marín                                                                              |                        |                          |               |          |        |
| 16 de març de 1999                                                                 | 15 de setembre de 1999 | Marcelino Oreja          | Espanya       | PP       |        |
| Prodi                                                                              |                        |                          |               |          |        |
| 16 de setembre de 1999                                                             | 21 de novembre de 2004 | Loyola de Palacio        | Espanya       | PP       |        |
| Comissari Europeu de Relacions Institucionals i Estratègia de Comunicació          |                        |                          |               |          |        |
| Barroso I                                                                          |                        |                          |               |          |        |
| 22 de novembre de 2004                                                             | 9 de febrer de 2010    | Margot Wallström         | Suècia        | SDWP     |        |
| Fusionat amb el Comissari Europeu de Relacions Interinstitucionals i Administració |                        |                          |               |          |        |